# Startblok

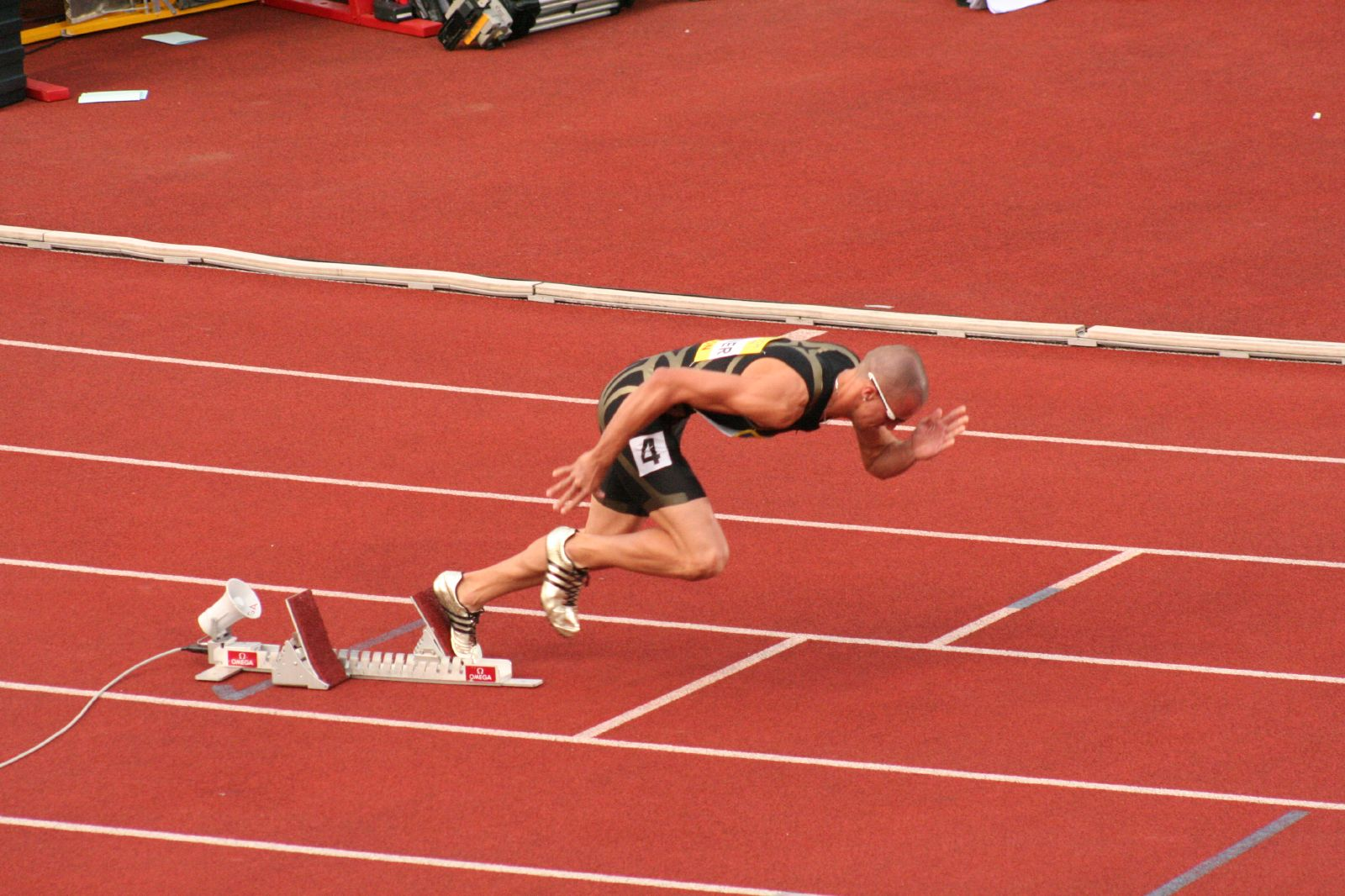
Een hardloper vertrekt vanuit de startblokken.

Een startblok is een hulpmiddel dat door bepaalde sporters gebruikt wordt om een snelle start te maken.

## Atletiek
In de atletiek worden startblokken op de sprintafstanden gebruikt. Ze staan opgesteld achter de startlijn en atleten nemen erin plaats door hun voeten op de beide blokken te plaatsen. Op die manier kunnen ze zich na het startschot afzetten en sneller wegaccelereren.
Uitvinder van dit startblok is de Australiër Charlie Booth die het in 1929 introduceerde. De bonden weerden het startblok in eerste instantie nog en verklaarden dat het een mechanisch hulpmiddel was. In 1937 stond de vrouwenbond het startblok uiteindelijk toe. In 1940 vroeg Booth in Australië een patent op het ontwerp aan. Een wereldwijd patent kon hij zich niet veroorloven.

## Zwemmen

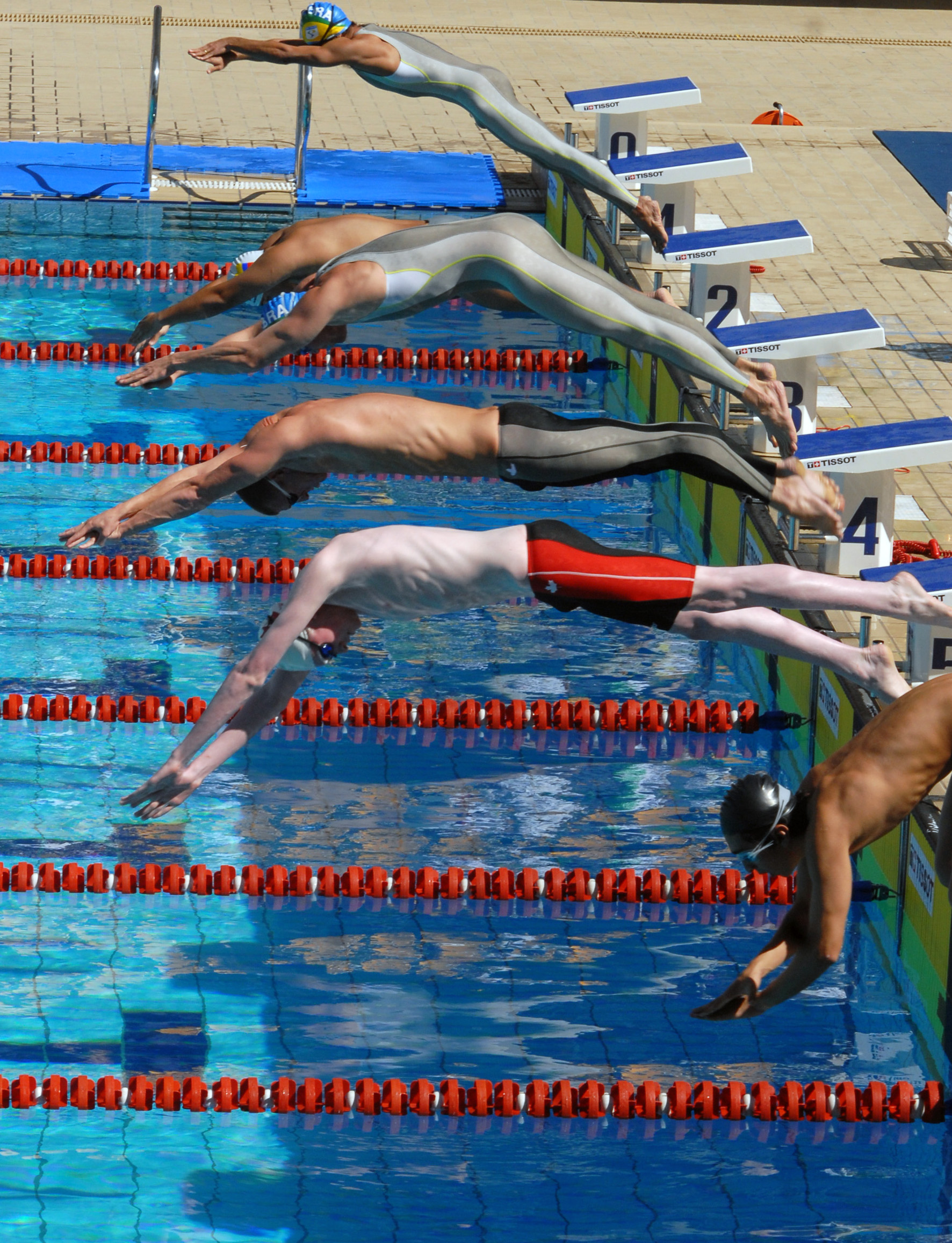
Wedstrijdswemmers starten vanaf een modern startblok (2007).

Ook bij het wedstrijdzwemmen kent men het startblok. Hier is het een stabiele verhoging op de rand van het zwembad. Vanaf deze verhoging kan de zwemmer goed afzetten voor een snelle start. Elke uitgezette baan in het bad heeft zijn eigen startblok. Voor het rugslagen wordt het startblok gebruikt door de zwemmer om bij de start iets vanuit het water op te kunnen trekken en op deze wijze goed af te zetten.

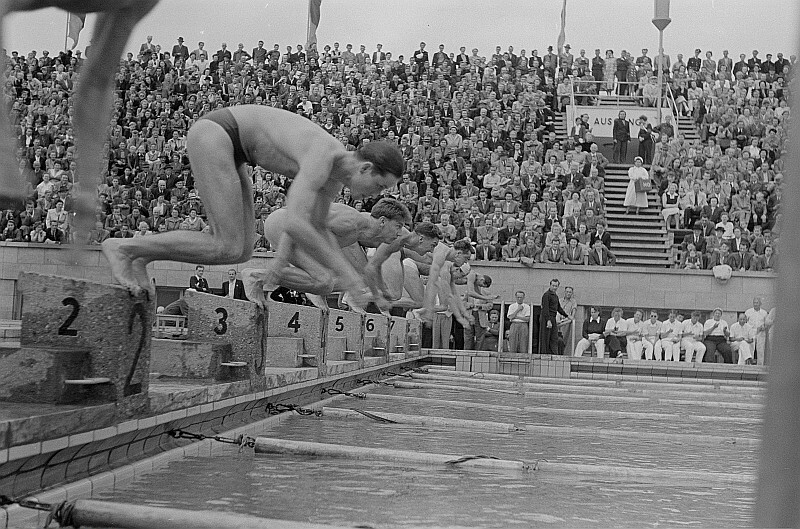
Wedstrijdzwemmers starten vanaf een startblok (1952).